# Коцев, Георгий Василев
Георгий Василев Коцев (болг. Георги Василев Коцев, 1 июня 1987 — 14 июня 2018) — болгарский регбист, игравший на позиции защитника.

## Биография
Георгий выступал за сборные Болгарии по регби и регбилиг: в сборной по регби-15 выступал в дивизионе 2D чемпионата Европы; в сборной по регбилиг играл на Балканском кубке против Греции и Сербии.
Георгий был широко известен как граффитист под псевдонимом STER (@stersofia), был близок софийскому хардкор-движению и группам LAST HOPE и VENDETTA.
14 июня 2018 года Георгий Коцев скоропостижно скончался на тренировке московского ЦСКА от сердечного приступа. В связи с трагедией матч между командами Чехии и Норвегии в отборе на ЧМ-2021 начался с минуты молчания. Также с минуты молчания начался матч чемпионата Москвы между «Локомотивом» и «МИФИ-Гранитом». Прощание в Болгарии с Георгием прошло 20 июня 2018 года.